# 刘云飞 (1987年)
刘云飞（1987年12月14日—），男，山东枣庄人，中国足球运动员，与前足球守门员刘云飞同名。现效力山东滕鼎，司职前卫。

## 生平
刘云飞2006年至2007年间效力于中国足球乙级联赛球队宁波华奥。2013年，刘云飞加盟新成立的中乙球队山东滕鼎。加盟山东滕鼎的首个赛季，他帮助球队打入季后赛，并在四分之一决赛首回合为球队攻入一球。